# Today Forever (groupe)
Pour les articles homonymes, voir Today Forever.
Today Forever est un groupe de punk hardcore allemand, originaire de Cassel, Hesse. Le groupe compte un total de quatre albums studio, The New Pathetic (2005), Profound Measures (2009), Relationshipwrecks (2012), et Derangement (2016).

## Biographie
Today Forever est formé en 2003 avec Christian Besteck, Tim Schütz, Roman Terpitz et David Glöckner et sort vite une première démo. Roman Terpitz quitte le groupe peu après et est remplacé par Manuel Otto, qui jouait avant comme invité. Après la sortie du premier album studio du groupe, The New Pathetic, en 2005, Christian Besteck se consacre uniquement au chant, la basse revient à Marco Engelhardt,.
Il fait des concerts avec Comeback Kid, Modern Life is War, Converge et Deadsoil. En 2006, il fait une tournée de six semaines en Amérique du Nord. Il rencontre alors le groupe canadien Silverstein et fait sa première partie lors de sa tournée en Allemagne comme aussi Ignite, Maintain ou Terror. Today Forever fait alors 250 concerts et publie des clips. La même année, le groupe signe au label Strikefirst. En 2008, le groupe allemand fait la première partie de Silverstein pour toute sa tournée européenne.En 2009, ils publient leur deuxième album studio, Profound Measures.
En avril 2010, le groupe écrit de nouvelles album pour un prochain album. Les problèmes de vie privée des membres repoussent sa sortie, ils font les premiers enregistrements en avril 2011 dans le studio de Kristian Kohlmannslehner, ils les terminent en septembre, car chaque membre enregistre de son côté, à la recherche d'un son plus rugueux. Après la sortie de Relationshipwrecks en 2012,, le groupe se sépare du batteur Tim Schütz qui est remplacé par Florian Pieper du groupe Ryker's. Jan Erichson, qui joue lors de festivals, remplace ce dernier en janvier 2014.
En juillet 2016, Today Forever publie une vidéo lyrique de la chanson Final Remark. La chanson est issue de leur dernier album Derangement, publié le 15 juillet 2016.

## Membres

### Membres actuels
- Christian Besteck - chant
- David Glöckner - guitare
- Manuel Otto - guitare
- Marco Engelhardt - basse
- Jan Erichson - batterie

### Anciens membres
- Tim Schütz -  batterie
- Florian Pieper -  batterie
- Roman Terpitz - guitare

## Discographie
- 2005 : The New Pathetic
- 2009 : Profound Measures
- 2012 : Relationshipwrecks
- 2016 : Derangement